# David Gascón Cordero
David Gascón Cordero (Madrid, España, 11 de abril de 1978), más conocido como Copito, es un exfutbolista y agente deportivo español que jugaba en la demarcación de delantero y su último club fue el CD Badajoz. Actualmente dirige una agencia de representación de futbolistas con sede en Badajoz.

## Trayectoria
Copito nació el 11 de abril de 1978 en Madrid aunque siendo aún un niño se trasladó a Torre de Miguel Sesmero. Empezó su trayectoria en las categorías inferiores del San Roque y del CP Mérida debutando con este último en 1998 en el primer equipo en Segunda División. Tras el descenso administrativo del Mérida en el año 2000 el jugador madrileño fichó por el Cacereño de la Segunda División B donde jugaría hasta final de temporada, posteriormente ficharía por el Benidorm CF donde jugaría otro año para volver más tarde a Extremadura donde jugaría en el Jerez CF. En el año 2002 volvería al fútbol profesional tras una gran temporada con el conjunto extremeño incorporándose al Getafe CF de la Segunda División aunque al finalizar la temporada volvería al Jerez. Un año más tarde ficharía por el Alcorcón donde tras no anotar ningún gol iniciaría un paso por varios clubes de Tercera División como Tomelloso y RB Linense. En agosto de 2009 fichó por el Villanovense pero pocos días después se desvinculó del club para anunciar su vuelta a la capital extremeña fichando por el Mérida UD, al año siguiente volvería al Jerez CF dejando el fútbol al finalizar la temporada.
En 2012 Copito anunciaría su vuelta a los terrenos de juego fichando por el recién refundado CD Badajoz donde se convertiría en un jugador clave y lograría anotar 113 goles siendo hasta la actualidad el máximo goleador de la historia del club. Tras cuatro temporadas en el club blanquinegro anunciaría su retirada definitiva en 2016 debido a las continuas lesiones que arrastraba.

## Clubes
| Club                  | País   | Año         | Partidos | Goles |
| --------------------- | ------ | ----------- | -------- | ----- |
| CP Mérida             | España | 1998 - 2000 | 6        | 0     |
| CP Cacereño           | España | 1999 - 2000 | 13       | 1     |
| Benidorm CF           | España | 2000 - 2001 | 15       | 2     |
| Jerez CF              | España | 2001 - 2002 | 29       | 8     |
| Getafe CF             | España | 2002 - 2003 | 12       | 1     |
| Jerez CF              | España | 2003 - 2004 | 25       | 2     |
| AD Alcorcón           | España | 2004 - 2005 | 11       | 0     |
| Tomelloso CF          | España | 2005 - 2006 | -        | -     |
| Torrevieja CF         | España | 2006        | -        | -     |
| RB Linense            | España | 2006 - 2007 | 2        | 0     |
| CF Motril             | España | 2007        | -        | -     |
| Sangonera Atlético CF | España | 2007 - 2008 | -        | -     |
| Talavera CF           | España | 2008 - 2009 | -        | -     |
| CF Villanovense       | España | 2009        | -        | -     |
| Mérida UD             | España | 2009 - 2010 | 4        | 2     |
| Jerez CF              | España | 2010 - 2011 | 14       | 4     |
| CD Badajoz            | España | 2012 - 2016 | 95       | 115   |